# Посо, Хуан-Мигель
Хуан Мигель Посо Крус (исп. Juan Miguel Pozo Cruz; род. 4 октября 1967) — кубинский и немецкий художник.

## Биография
Родился в городе Банес, ныне упразднённой провинции Ориенте, Куба. В детстве его семья переехала сначала на остров Пинос, а после — в Гавану, где он начал обучение в Школе искусств при Гаванском Университете. В это время Хуан-Мигель продаёт свои работы на уличных выставках, делает открытки.
Впервые известность к Посо пришла после того, как в 1994 его обнаружил немецкий журналист. Сразу после этого новой фигурой в мире искусства заинтересовался ряд лиц, включая известного художника Конрада Клафека. После этого Посо переезжает в Германию, где до 2003 года обучался в Дюссельдорфской академии изящных искусств. Хуан-Мигель стал частым гостем на многих выставках в Берлине и других городах Германии.

## Творчество
Творчество Хуана-Мигеля Посо характеризуется своеобразной смесью политической пропаганды, элементов городской среды. Ряд критиков назвало это нео-попом. Излюбленной темой творчества для Посо стали «отрывки воспоминаний».
Стиль Хуана-Мигеля — смесь Лейпцигской школы, эстетики Берлина и его кубинской природы.

## Внешние ссылки и источники
1. «Juan Miguel Pozo». SKL. Consultado el 6 de agosto de 2013.
2. ↑ J.M. Pozo Selected Works. Мюних: 2000.
3. ↑ «Copia archivada». JM Pozo (на английском). Берлин.
4. ↑ «Juan Miguel Pozo». GE Galería.